# Verbascum divaricatum
Verbascum divaricatum är en flenörtsväxtart som beskrevs av Baldwin Balduin Martin Kittel. Verbascum divaricatum ingår i släktet kungsljus, och familjen flenörtsväxter. Inga underarter finns listade i Catalogue of Life.